# КК Војводина
КК Војводина (због спонзорских разлога Војводина мтс), српски је кошаркашки клуб из Новог Сада који се тренутно такмичи у Кошаркашкој лиги Србије као и у Другој Јадранској лиги. Део је Спортског друштва Војводина.
У Новом Саду је постојао још један истоимени клуб, КК Војводина Србијагас, који је настао 2000. на основама бивше Беобанке. Тај клуб је угашен 2016. године.  

## Историја
У оквиру фискултурног друштва Слога 1945. је настала кошаркашка секција, али је тек од 1948. почела да учествује у званичним такмичењима, тако да се 1948. узима као званична година оснивања клуба.
Данашње име КК Војводина је добила у децембру 1950, а 1952. је прерасла из секције у клуб. Клуб је тада своје утакмице играо на теренима у оквиру фудбалског стадиона. Године 1962. клуб је по први пут заиграо у Другој савезној лиги и у првој сезони заузео одлично треће место.
Пошто су због реновирања градског стадиона срушени терени, клуб је морао да нађе нови дом. Године 1964. долази до фузије са КК Нови Сад, а тиме добија и терене у оквиру Спортског центра у Улици Антона Чехова. У том периоду клуб је играо у нижим лигама, Војвођанској и Српској.
Војводина се поново пласирала у Другу лигу у сезони 1969/70, а тада је клуб такође добио и сопствену дворану у оквиру некадашње фабрике Новкабел. У сезони 1975/75. Војводина је по први пут учествовала у Првој савезној лиги Југославије, али ту се задржала само једну сезону, након што је сезону завршила на претпоследњем 13. месту. Након тога је следило и рушење дворане, због изградње СПЦ Војводина.
Изградњом СПЕНС-а 1981. клуб је добио одличне услове за рад, а у том периоду је стандардан у Првој Б лиги (2. лига). Године 1984. долази до поделе на мушки и женски кошаркашки клуб.
Под вођством тренера Душана „Дуде“ Ивковића клуб је у сезони 1988/89. поново ушао у Прву лигу, када је сезону завршио на 9. месту. У другој сезони 1989/90. Војводина је заузела одлично 5. место и обезбедила учешће у европском такмичењу следеће сезоне, Купу Радивоја Кораћа. У првом излету у Европу, Војводина је била елиминисана од Клира из Кантуа и то са само једним поеном разлике, а касније је управо тај клуб освојио такмичење.
У трећој узастопној сезони у Првој лиги Југославије Војводина је поново заузела 5. место, али то је била последња сезона овог такмичења услед распада СФРЈ.
Клуб је са такмичењем наставио у Првој лиги СР Југославије, али је већ у првој сезони 1991/92. након плеј-аута испао у нижи ранг. У елитни ранг се вратио у сезони 1994/95, али је поново испао у првој сезони. Следећи повратак је био у сезони 1996/97, када Војводина заузима последње место, али на крају сезоне долази до фузије са БФЦ из Беочина и тиме је сачуван прволигашки статус. Ипак клуб је већ наредне сезоне 1997/98. испао из Прве лиге и то је била последња сезона у прволигашком друштву. У наредним годинама извршено је неколико безуспешних фузија са разним клубовима и формиране стручне комисије за спас новосадске кошарке, али без успеха. Војводина се све до сезоне 2011/12. такмичила у другом рангу такмичења, Првој Б лиги Србије, када је као дванаестопласирана испала у нижи ранг. Сезону 2012/13. је завршила на првом месту у Првој регионалној лиги-група Север, тако да се након једне сезоне поново вратила у други ранг такмичења, који сада носи назив Друга лига Србије.
У сезони 2016/17. клуб је заузео друго место у Другој лиги Србије и пласирао се у Кошаркашку лигу Србије, поставши прволигаш после две деценије.

## Учинак у претходним сезонама
| Сез.     | Ранг | Лига Србије            | Позиција  | Првенство Србије — Суперлига  | Куп Србије   | Регионално такмичење             |
| -------- | ---- | ---------------------- | --------- | ----------------------------- | ------------ | -------------------------------- |
| 2016/17. | 2.   | Друга лига Србије      | 2. место  | —                             | —            | —                                |
| 2017/18. | 1.   | Кошаркашка лига Србије | 7. место  | —                             | —            | —                                |
| 2018/19. | 1.   | Кошаркашка лига Србије | 10. место | —                             | —            | —                                |
| 2019/20. | 1.   | Кошаркашка лига Србије | 14. место | —                             | —            | —                                |
| 2020/21. | 1.   | Кошаркашка лига Србије | 2. место  | Четвртфинале плеј-офа         | Полуфинале   | —                                |
| 2021/22. | 1.   | Кошаркашка лига Србије | 3. место  | Полуфинале прелиминарне рунде | —            | Друга Јадранска лига — 9. место  |
| 2022/23. | 1.   | Кошаркашка лига Србије | 3. место  | 3. место групе Б              | Четвртфинале | —                                |
| 2023/24. | 1.   | Кошаркашка лига Србије | 1. место  | Четвртфинале                  | Полуфинале   | Друга Јадранска лига — финалиста |